# Abdij van Santo Domingo de Silos

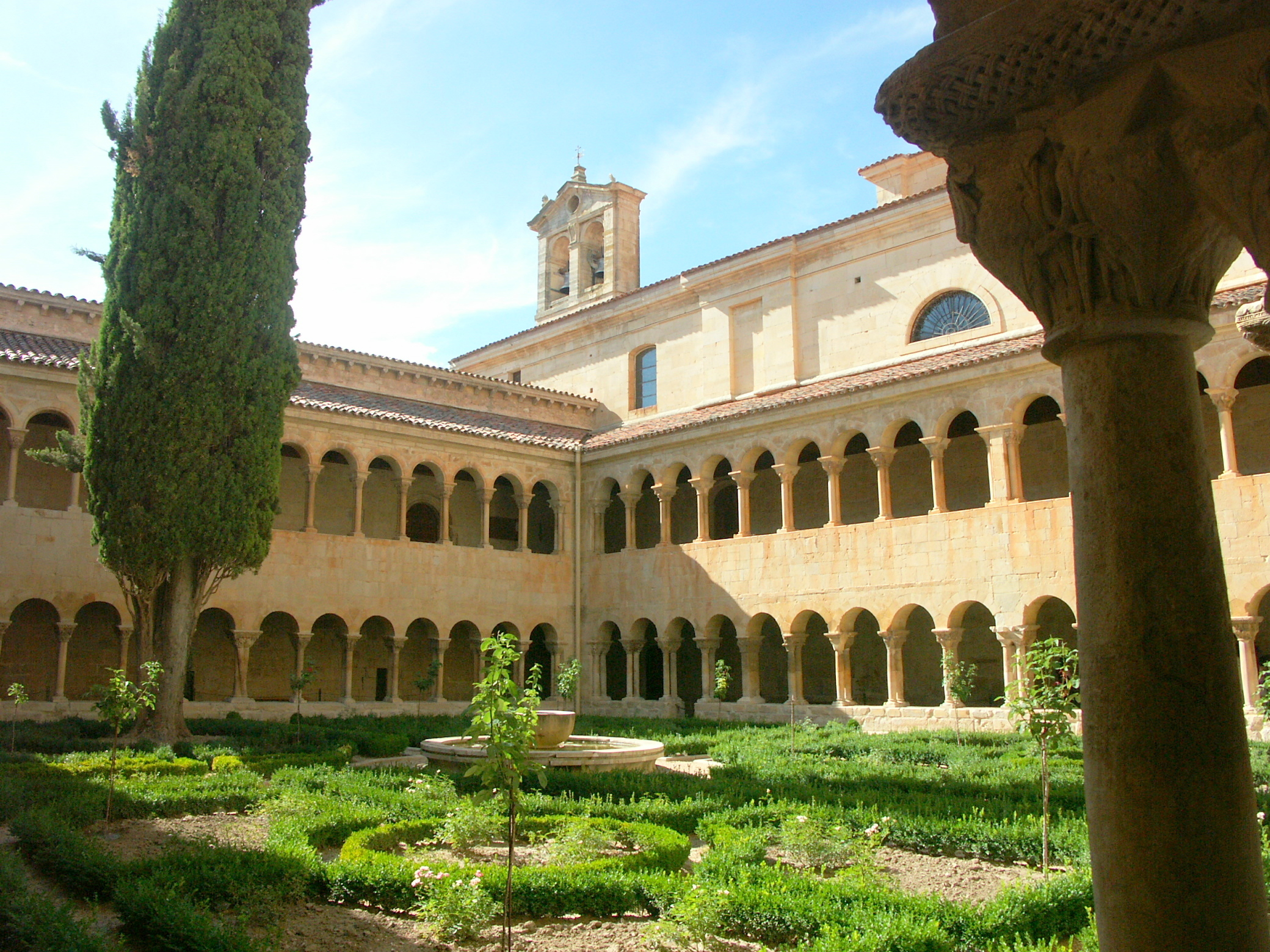

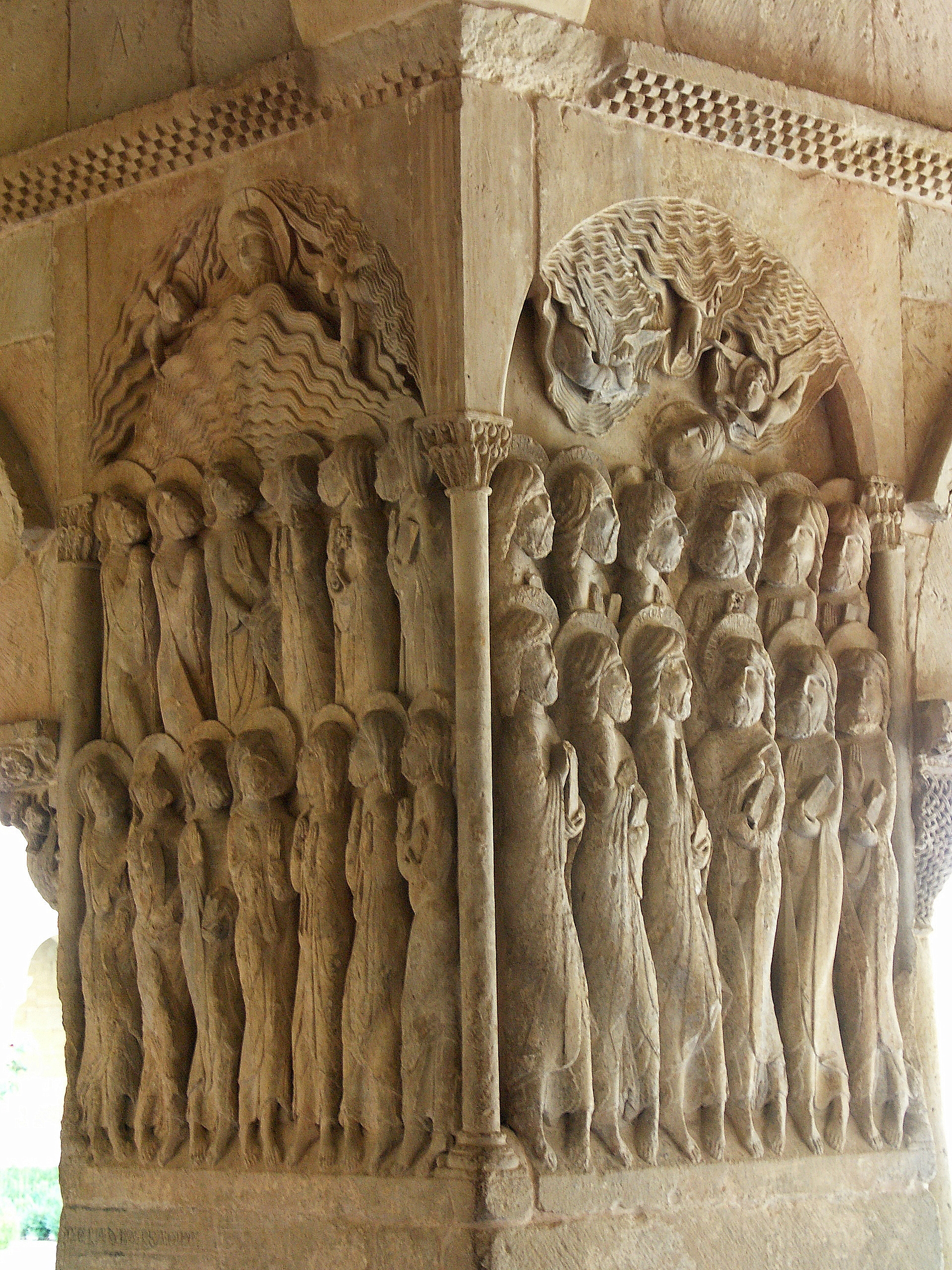

De Abdij van Santo Domingo de Silos (Spaans: Abadía del Monasterio de Santo Domingo de Silos) is een benedictijnenklooster in het Spaanse Santo Domingo de Silos. De abdij gaat terug tot de Visigotische tijd in de 7de eeuw; ze werd in de 11de eeuw verbouwd door Santo Domingo de Silos. In 1835 werd de abdij gesloten. Ze staat vooral bekend om de kloostergang met twee verdiepingen en rijkelijk versierde romaanse kapitelen. In de bibliotheek wordt het missaal van Silos bewaard, het oudste op papier geschreven document van Europa. De abdij is dan ook een etappe van de Camino de la Lengua Castellana en de Transromanica.